# Loch Derculich
Loch Derculich è un lago d'acqua dolce nelle Highlands scozzesi, nell'area di consiglio di Perth e Kinross. Si trova a 4,8 km a sud da Loch Tummel.